# Un poliziotto a 4 zampe
(Tagline del film)
Un poliziotto a 4 zampe (K-9) è un film del 1989 diretto da Rod Daniel e interpretato da James Belushi e dal vero cane poliziotto Jerry Lee. Il titolo originale (K-9) si riferisce alla designazione statunitense del cane poliziotto, basata sull'assonanza della sigla con il termine inglese canine.
Il film ha avuto due sequel, Un poliziotto a 4 zampe 2 e Un poliziotto a 4 zampe 3.

## Trama
San Diego, California: Michael Dooley è un detective della polizia che, a causa dei suoi modi spicci e poco convenzionali, è inviso ai suoi superiori. Anche la sua fidanzata, la bella ed emancipata Tracy, pur amandolo, è insofferente nei confronti del suo lavoro. Dooley è sulle tracce di un importante carico di droga che ricondurrebbe al ricco Lyman, un losco individuo dagli affari poco puliti. Il poliziotto ha bisogno delle prove per incastrare Lyman e pensa di farsi affidare un cane addestrato, che fiuti la droga e lo porti a percorrere a ritroso il cammino del carico. Si reca così al canile della polizia ma Brannigan, a conoscenza della sua cattiva reputazione, non si fida ad assegnargli un cane qualsiasi, finendo per condurlo davanti alla gabbia di Jerry Lee. Quest'ultimo è un cane da pastore tedesco con un glorioso passato nel K-9, ma ora, con qualche anno sulle spalle, è diventato piuttosto pigro e bisbetico. Non potendo scegliere diversamente, Dooley decide di portarlo con sé.
Jerry Lee rivela subito un carattere tutt'altro che gestibile, che non si concilia assolutamente con la poca pazienza di Dooley. Alternando momenti di azione a divertenti gag e situazioni tragicomiche, i due capiscono come fare ad andare d'accordo e iniziano a rintracciare i piccoli spacciatori della zona, che sono in attesa del carico di stupefacenti, per carpirne più informazioni possibili. Lyman fa allora rapire Tracey, sperando che il detective abbandoni l'indagine temendo per la sua sorte. Ma ormai Dooley è a un passo dalla soluzione e tenta il tutto per tutto. Grazie al fiuto di Jerry Lee, intercetta la droga nascosta su alcune auto nuove pronte per essere consegnate ad un rivenditore compiacente ed intima a Lyman di presentarsi all'arrivo del carico con Tracy, per scambiare la vita della ragazza con la preziosa merce.
Al momento fatidico, però, qualcosa va storto e nasce una sparatoria. Jerry Lee viene colpito da una pallottola sparata da Lyman a Dooley e cade gravemente ferito, cosa che scatena la reazione rabbiosa del poliziotto, ormai molto affezionato al cane, che spara furiosamente e uccide il boss. Jerry Lee rischia di non farcela e in una lotta contro il tempo Dooley e Tracy lo portano in un ospedale civile e costringono un chirurgo ad operarlo. L'operazione riesce e così Dooley, Tracy, Jerry Lee e la barboncina possono dirigersi verso Las Vegas per festeggiare la ritrovata amicizia.

## Produzione
Le riprese della pellicola sono state girate dall'agosto 1988 all'ottobre 1988, nello stato della California. Jerry Lee è stato interpretato in alcune scene da un vero cane poliziotto, mentre per la maggior parte il suo ruolo è stato assunto da un cane da pastore tedesco di nome Koton.

## Distribuzione
Il film è stato distribuito il 28 aprile 1989 negli Stati Uniti, l'8 giugno in Argentina come Canino (K-NINO), il 20 luglio in Germania Ovest come Mein Partner mit der kalten Schnauze, il 27 luglio in Australia, l'11 agosto in Brasile come K-9 - Um Policial Bom Pra Cachorro, il 18 agosto in Finlandia, il 25 agosto in Spagna, il 1º settembre in Portogallo come K-9 - O Agente Canino, il 6 ottobre in Regno Unito e Irlanda, il 13 ottobre in Danimarca come Hund og mand imellem, il 6 novembre in Ungheria come Kutyám, Jerry Lee, l'11 novembre in Giappone, l'8 dicembre in Svezia, e il 6 luglio 1990 in Turchia.
Il film ha guadagnato 43,247,647 di dollari negli USA e $35,000,000 all'estero, per un totale di $78,247,647.